# Самир Уйкани
Самир Уйкани (на албански: Samir Ujkani) е косовски футболист от албански произход. Титулярен вратар и капитан на националния отбор на Косово. От 2016 г. е състезател на италианския Пиза Калчо, където играе под наем от ФК Дженоа.

## Клубна кариера
Въпреки че е роден във Вучитрън, тогава Югославия, Уйкани прави първите си стъпки във футбола в Белгия, където семейството му се премества, когато Самир е на 6. Между 2001 и 2006 г. е част от школата на Ингемюнстер. През 2006 г. става част от младежкия тим на Андерлехт и записва 10 мача за втория състав.
През юни 2007 г. Уйкани подписва професионален договор с Палермо. Младият страж трудно преборва конкуренцията на опитните Марко Амелия и Алберто Фонтана и дебютира едва на 26 април 2009 г. в мач срещу Милан.
През лятото на 2009 г. е даден под наем на Новара Калчо. Изявите на Уйкани са ключови за промоцията на Новара от Лега Про в Серия Б, която е първа за отбора от 33 години. Новара удължава наема на Самир и на следващия сезон тимът се класира в Серия А. Вратарят се превръща в един от любимците на феновете и пази за тима и в елита. През октомври 2011 г. получава травма на носа и губи 4 зъба, а след инцидента е посетен в болницата от кмета на града Андреа Баларе. Уйкани се завръща в игра през декември и изиграва 24 мача в Серия А.
От лятото на 2012 г. Уйкани се завръща в Палермо. Започва сезона като титуляр, но впоследствие губи мястото си от Стефано Сорентино. През 2013 г. е даден под наем в Киево, но там не изиграва нито един мач. През сезон 2013/14 играе за Палермо в Серия Б, като записва 10 мача. След завръщането на тима в Серия А обаче Уйкани е твърда резерва и напуска тима през лятото на 2015 г.
На 19 юли 2015 г. подписва с Дженоа. През януари 2016 г. е даден под наем на Латина Калчо, като записва 21 мача. През сезон 2016/17 играе за Пиза, като е твърд титуляр в тима от Серия Б.

## Национален отбор
През 2007 г. получава албанско гражданство. Дебютира за националния отбор на Албания на 10 юни 2009 г. в мач с Грузия. Изиграва 20 мача за тима, но в квалификационния цикъл за Мондиал 2014 губи титулярното си място от Етрит Бериша.
От 2014 г. играе за националния тим на Косово, като е капитан на отбора.